# 신지식
신지식(申智植, 1930년 1월 1일 ~ 2020년 3월 12일)은 대한민국의 소설가이자 아동문학가이다. 청소년들을 주 독자층으로 두고, 어려움 속에서도 희망을 잃지 않는 주인공들을 통해 현재의 삶을 돌아보게 하는 작품을 다수 발표했다. 1963년 캐나다 소설 《빨간 머리 앤》을 번역하여 단행본을 처음 선보였고 앤의 일생에 대해 번역을 계속 이어가 1999년말 대한민국 내에 《빨간 머리 앤》을 처음 소개한 작가로 유명하다.

## 생애

### 중국에서 보낸 어린시절
1930년 서울특별시에서 태어났고 어린시절을 중화인민공화국에서 보냈다. 1937년 용호도심상소학교(尋常小學校)에 입학하고 1939년 중국 길림성 반석현으로 이주하여 부친과 함께 중국 오지를 여행했다. 1942년 대련의 소화여자중학교에 입학하여 기숙사에서 생활했다. 

### 작가 등단
1948년 이화여자고등학교 재학 시절 '전국여학생 문예콩쿠르'에서 단편소설 《하얀 길》이 당선되어 등단했다. 1949년 이화여자대학교 국어국문학과에 입학하였고 졸업 후 이화여자고등학교에서 1987년까지 국어 교사로 일했다. 1956년에 나온 첫 소설집 《하얀 길》은 감수성 풍부한 인물을 섬세하게 표현해서 베스트셀러에 올랐다. 1960년대 들어 작품 활동이 왕성해지면서 실험의식이 담긴 상징적인 기법을 활용하여 작품 세계의 전환을 꾀했다. 

### 번역
1963년 캐나다 소설 《빨간 머리 앤》을 번역하여 대한민국 내에 처음 소개한 작가이기도 하다. 1953년 전쟁으로 폐허가 된 서울의 한 헌책방에서 《빨간 머리 앤》 일본어 문고판을 처음 발견한 후 1962년부터 자신이 교사로 일하던 이화여자고등학교 교지인 <거울>에 매주 한 편씩 '앤 셜리' 이야기를 번역해 실었다. 학생들의 폭발적 인기 속에서 연재가 끝난 이듬해인 1963년 단행본으로도 출간되었다. 《빨간 머리 앤》 10권을 모두 번역함으로써 앤의 한평생을 전했다. 1999년 앤의 고향, 프린스 에드워드 섬을 방문하는 ‘필생의 꿈’을 완성했다. 한국전쟁, 3.15 부정선거, 5·16 군사 정변, 12·12 군사 반란, 급속한 산업화 과정에서 상처받은 청소년들에게 '빨간 머리 앤'이란 존재를 알렸다. 유네스코문학상, 소천문학상, 대한민국아동문학상 대통령상, 화관문화훈장, 한국어린이도서상 등을 수상했다.

## 학력
- 1937년 중국 용호도심상소학교 입학
- 1942년 중국 소화여자중학교 입학
- 1946년 이화여자고등학교 입학
- 1949년 이화여자대학교 국어국문학과 입학

## 경력
- 1953년 이화여자고등학교 국어과 교사
- 1956년 《하얀 길》을 출간하면서 작품 활동 시작
- 1987년 34년간 근속했던 교직 퇴임

## 작품

### 소설
- 『하얀 길』, 산호장, 1956
- 『가는 날 오는 날』, 창조사, 1968
- 『날개치는 작은 새』, 계몽사, 1973

### 동화
- 『감이 익을 무렵』, 성문각, 1958

### 수필
- 『별들의 메아리』, 일지사, 1976
- 『떠날 때』, 평민사, 1977
- 『눈보라 속의 수선화』, 행림출판사, 1985

### 번역
- 『빨강머리 앤』, 창조사, 1963
- 『손자를 빌려드립니다』, 대교출판, 2000
- 『피터 래빗 그림책 시리즈』, 프뢰벨행복나누기, 2003

### 논저
- 『색채표현』, 조형사, 1997 ISBN 89-8307-033-1

### 위인전
- 신지식 선생은 계몽사 어린이 그림위인전기인 《신사임당》(이성박 화백 그림), 《안데르센》(김희준 화백 그림), 《나이팅게일》을 썼다.
- 《안데르센》은 안데르센이 어려움을 이기고, 요나센 콜린 국회의원의 배려로써 라틴어 학교에서 공부하는 등 학문을 익혀, 동화작가로 활동한 이야기를 쓰고 있다.
- 《심사임당》은 사임당의 화가, 시인으로서의 삶을 썼으며, 이이가 쓴 《선비행장》(어머니의 삶을 쓴 글)에서 어머니가 기생의 노래를 듣다가 고향이 그리워 우셨는데, 아들들도 공감하여 울었다는 이야기를 쓰고 있다. 외아들로서 외롭게 산 남편인 이원수를 이해하고 내조하는 삶도 썼다.
- 《나이팅게일》은 나이팅게일이 간호노동자로서 크림전쟁 때, 영국군 장병들을 돌본 이야기를쓰고 있다. 영국군 장병들이 여성인 자신을 낮추어보자, 가정교사의 돌봄을 받을정도로 곱게 자란 부잣집 띠님이 밥 짓기, 청소 등의 돌봄노동을 함으로써, 장병들에게 도움이 될만한 분이라는 믿음을 심었다. 간호노동을 같이 한 성공회 수녀(본문에는 성공회 수녀라는 말은 나오지 않음)들이 담요가 있어야 하는데, 군수장교가 내주지 않는다고 하소연을 하자, 영국군 군수장교와 교섭을 하여 담요를 공급받은 이야기가 나온다. '현모양처'가 아닌, 여장부로서 산 나이팅게일의 삶을 일화로써 쓴 위인전이다.